# Modello modulare dell'oceano
Il modello modulare dell'oceano (abbreviato in MOM, dalle iniziali della corrispondente terminologia in inglese Modular Ocean Model), è un modello tridimensionale della circolazione oceanica progettato principalmente per lo studio del sistema climatico dell'oceano.
Tale modello è stato sviluppato e viene gestito soprattutto dai ricercatori del Geophysical Fluid Dynamics Laboratory della National Oceanic and Atmospheric Administration (NOAA/GFDL), che ha la sua sede a Princeton negli USA.

## Aspetti generali
Il MOM è un tradizionale un modello oceanico a coordinazione di livello, nel quale l'oceano viene diviso in scatole il cui fondo è localizzato ad altezze prefissate. Tale rappresentazione rende semplice risolvere le equazioni del momento e lo strato ben miscelato e debolmente stratificato noto come strato miscelato in prossimità della superficie oceanica. Tuttavia i modelli a coordinazione di livello presentano problemi quando si vuole rappresentare i sottili strati limite sul fondale e la banchisa ghiacciata di elevato spessore.(Winton et al., 1998)
Inoltre, poiché la miscelazione all'interno dell'oceano avviene perlopiù lungo linee di densità potenziale costante piuttosto che lungo linee di profondità costante, la miscelazione deve essere ruotata relativamente alla griglia delle coordinate, e questo richiede un grande impegno in termini computazionali. D'altra parte nelle codificazioni che rappresentano l'oceano in termini di strati a densità costante (che forniscono una rappresentazione più fedele dei flussi interni dell'oceano), la rappresentazione dello strato miscelato è estremamente complessa. 
MOM3, MOM4 e MOM5 sono usati come base per la componente oceanica dei modelli accoppiati del GFDL utilizzati nei rapporti del Gruppo intergovernativo sul cambiamento climatico, inclusa la serie dei modelli fisici del clima GFDL CM2.X e il "modello del sistema Terra" ESM2M Earth System Model. Versioni del MOM sono state usate in centinaia di pubblicazioni scientifiche di autori di ogni parte del mondo. MOM4 costituisce la base del sistema di predizione di El Niño utilizzato dai National Centers for Environmental Prediction.